# Соларо (Италия)
Соларо (итал. Solaro) — город в Италии, в провинции Милан области Ломбардия.
Население составляет 13 074 человека (на 2004 г.), плотность населения составляет 2005 чел./км². Занимает площадь 6 км². Почтовый индекс — 20020. Телефонный код — 02.
Покровителями города почитаются святые Кирик и Иулитта, празднование 16 июня.